# Municipio de Ellsworth (Arkansas)
El municipio de Ellsworth (en inglés: Ellsworth Township) es un municipio ubicado en el condado de Logan en el estado estadounidense de Arkansas. En el año 2010 tenía una población de 701 habitantes y una densidad poblacional de 12,89 personas por km².

## Geografía
El municipio de Ellsworth se encuentra ubicado en las coordenadas 35°16′44″N 93°32′12″O / 35.27889, -93.53667. Según la Oficina del Censo de los Estados Unidos, el municipio tiene una superficie total de 54.39 km², de la cual 54,1 km² corresponden a tierra firme y (0,53 %) 0,29 km² es agua.

## Demografía
Según el censo de 2010, había 701 personas residiendo en el municipio de Ellsworth. La densidad de población era de 12,89 hab./km². De los 701 habitantes, el municipio de Ellsworth estaba compuesto por el 96,29 % blancos, el 1,14 % eran afroamericanos, el 0,57 % eran amerindios, el 1,14 % eran de otras razas y el 0,86 % eran de una mezcla de razas. Del total de la población el 2,71 % eran hispanos o latinos de cualquier raza.